# Albany Records
Albany Records est un label discographique américain de musique contemporaine, basé à Albany, dans l'État de New York, fondé en 1987 par Peter Kermani,.